# Burschenschaft

Bandera de la Urburschenschaft de Jena, creada en 1815.

Burschenschaften (abreviado B! en alemán; plural: B!B!) fueron un conjunto de asociaciones estudiantiles universitarias  (Studentenverbindungen) de Alemania, de naturaleza nacional-liberales, que fueron especialmente activas en el siglo XIX en ese país. 
Fueron fundadas en el siglo XIX como asociaciones estudiantiles universitarias, inspiradas por las ideas del liberalismo y nacionalismo y estuvieron involucradas de manera significativa en la Revolución de marzo (1848-1849) y en el proceso de  unificación alemana. La primera que se constituyó fue la Urburschenschaft de Jena, creada en 1815 y que llegó a recoger el 60% de los estudiantes de la Universidad de Jena. Celebraron un congreso de dimensión nacional en Wartburg, (Wartburgfest) celebrada el 18 de octubre de 1817 en el Castillo de Wartburg, cerca de Eisenach, en el que se pronunciaron alocuciones patrióticas alemanas y se quemaron algunos libros  reaccionarios.
Después de algunos atentados cometidos por estudiantes en 1819, como el del escritor August von Kotzebue, que causaron inquietud en Metternich y los príncipes alemanes, fueron disueltas por los Decretos de Karlsbad.

## Evolución posterior
Tras la creación del Imperio Alemán en 1871, atravesaron una crisis, ya que su principal objetivo político había sido conseguido. Fue entonces cuando se fundaron las llamadas Reformburschenschaften (asociaciones reformadas), pero éstas fueron disueltas por el régimen nacionalsocialista en 1935/6. 
En la Alemania Occidental, las Burschenschaften fueron restablecidas en la década de 1950, pero volvieron a pasar por una crisis en los años 1960 y 1970, ya que la corriente principal de la perspectiva política del movimiento estudiantil alemán de ese período tendía hacia la izquierda radical. En la actualidad existen aproximadamente 160 Burschenschaften  repartidas por Alemania, Austria y Chile.